# Cantaloop (Flip Fantasia)
"Cantaloop (Flip Fantasia)" es una canción del grupo de estilo jazz rap llamado US3, perteneciente a su álbum Hand on the Torch, publicado en 1993.
Es una versión del tema "Cantaloupe Island" de Herbie Hancock. Esta reinterpretación es de una brillantez tal, que el propio autor de la versión original llegó a decir al público en alguno de sus conciertos que lo que iba a interpretar a continuación era la versión de un tema de un grupo llamado Us3.
Alcanzó el puesto número 9 en la lista Billboard Hot 100 y fue el único gran éxito de la banda. "Cantaloop" es el primer sencillo de oro de Blue Note.

## Información de la canción
Al comienzo de la canción, se hace una notable mención al club de jazz Birdland de New York: "Ladies and gentlemen, as you know, we have something special down here at Birdland this evening: a recording for Blue Note Records." La frase, con la voz de Pee Wee Marquette, está tomada del primer álbum de Birdland de Art Blakey, llamado A Night at Birdland Vol. 1.
Hay samples recurrentes, sobre todo al principio, de dos hombres diciendo "yeah!" y "what's that?". Ambos fueron tomados de la introducción de "Everything I Do Gonna Be Funk (From Now On)" de Lou Donaldson